# Сальєвка
Са́льєвка (рос. Сальевка, башк. Салғыя) — село у складі Дуванського району Башкортостану, Росія. Адміністративний центр та єдиний населений пункт Сальєвської сільської ради.
Населення — 871 особа (2010; 940 у 2002).
Національний склад:
- росіяни — 97 %